# Fawzi al-Qawuqji
Fawzi al-Qawuqji ou Fawzi al-Kaoudji, né à Beyrouth le 19 janvier 1890 et mort le 4 juillet 1977, est un nationaliste arabe qui servit dans l'armée ottomane pendant la Première Guerre mondiale. Il est connu pour avoir pris le commandement de l'Armée de libération arabe, lors de la guerre israélo-arabe de 1948.

## Biographie
Formé d'abord en 1912 à l'académie militaire d'Istanbul, puis à l'École spéciale militaire de Saint-Cyr, il est officier de renseignement pour la France après 1918. Il rejoint pourtant la révolution syrienne (1925-27) contre le mandat français - il est condamné à mort par les Français - puis se réfugie dans le Hedjaz, où il est conseiller militaire du roi Ibn Saoud (1880-1953). 
Il sert ensuite dans l’armée irakienne jusqu’en 1936, puis combat contre les Britanniques en Palestine de 1936 à 1939. 
Il sert en 1941 le régime nationaliste arabe de Rachid Ali en Irak en qualité de ministre de la guerre avant de s'enfuir à la suite de la reconquête de l'Irak par les forces britanniques en mai 1941.
En 1943, il devient ministre de la guerre dans le gouvernement pan arabe du Grand Mufti de Jérusalem, Hadj Amin al-Husseini (1895-1974), connu pour son antisémitisme virulent, avant de se réfugier en Allemagne nazie jusqu’à la fin de la Seconde Guerre mondiale où il participe avec le Mufti al-Husseini à des émissions de propagande nazie.
Il est choisi par la Ligue arabe fin 1947 pour diriger sur le terrain les volontaires de l'Armée de libération arabe. Il opère sous les ordres du général irakien Ismail Safwat.

## Activités au sein de l'Armée de libération arabe

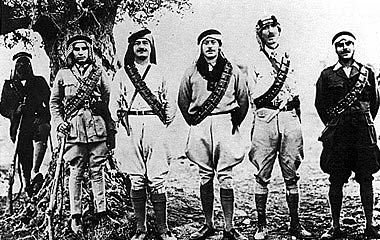
Fawzi al-Qawuqji (3e à droite)

Fawzi al-Qawuqji entre en Palestine en janvier 1948 à la tête de plusieurs régiments totalisant environ 4000 hommes. Disposant de pièces d'artillerie et de transports blindés, son équipement est nettement supérieur à celui de son collègue et rival Abd al-Kader al-Husseini et de la Haganah.[réf. nécessaire]
C'est le 6 mars 1948 qu'al-Qawugji passe avec le gros de sa troupe le pont Allenby et repasse le 7 mars avec sa colonne motorisée sans que l'armée anglaise qui tient le pont réagisse.
Décrit comme incompétent et fabulateur par Dominique Lapierre et Larry Collins dans leur livre O Jérusalem, il ne se distingue pas positivement durant la guerre. Entre son arrivée en janvier 1948 et l'entrée en guerre des armées arabes le 15 mai 1948, la seule bataille qu'il livre, à Mishmar Ha'emek, sur la route Jénine-Tel-Aviv se termine en débâcle pour lui et l'Armée de libération arabe.
La mort d'Abdel Kader al-Husseini renforce néanmoins sa mainmise sur les opérations en Palestine et il installe alors ses forces autour de la position clé de Latroun qu'il livrera à la Légion arabe lors de son entrée en Palestine.
Ses forces sont alors redéployés en Galilée depuis le Liban. Les Israéliens lui prendront Nazareth et la Galilée de l'ouest lors de l'Opération Dekel durant la campagne des 10 jours en juillet puis le reste de la Galilée lors de l'Opération Hiram fin octobre.

## Sources
- Les mémoires du colonel David Smiley, Au cœur de l’action clandestine. Des Commandos au MI6, L’Esprit du Livre Éditions, 2008  (ISBN 978-2-915960-27-3). Traduction de (en) Irregular Regular, Michael Russell, Norwich, 1994  (ISBN 0-85955-202-0). Cet officier britannique a notamment participé à la campagne d'Irak de 1941. Fawzi al-Qawuqji est cité dans le chapitre IV.